# Breviphetes rammei
Breviphetes rammei är en insektsart som först beskrevs av Günther 1929.  Breviphetes rammei ingår i släktet Breviphetes och familjen Phasmatidae. Inga underarter finns listade.